# 벽진 이씨
벽진 이씨(碧珍李氏)는 경상북도 성주군 벽진면을 본관으로 하는 한국의 성씨이다.

## 역사
벽진(碧珍)은 경상북도 성주(星州)의 옛 지명으로 가야국의 하나인 성산가야(星山加耶) 또는 벽진가야(碧珍加耶)에 속하였는데, 신라가 정벌하여 본피현(本彼縣)으로 바꾸었다. 경덕왕 때 신안현(新安縣)으로 고쳐 성산군(星山郡)의 영현으로 하였다가 뒤에 벽진군(碧珍郡)으로 바꾸었으며, 고려 태조 때 경산부(京山府)로 고쳤다.
시조 이총언은 벽진군(碧珍郡)을 수비하며 아들 이영(李永)을 보내 후백제 정벌에 참여하여 고려 태조를 도운 공으로 삼중대광개국원훈 벽진백(碧珍伯)에 봉해졌고, 벽진대장군(碧珍大將軍)에 임명되었다. 벽진이씨의 시조는 이총언(李悤言)[858~938]으로, 그에 대한 사적은 『고려사(高麗史)』에 실려 있다. 통일신라 말 중앙정부의 통제력이 약화된 틈을 타 후삼국이 정립하면서 군도(群盜)가 발호하는 등 혼란이 극심했으나, 벽진군의 유력한 호족(豪族)이던 이총언은 군정(軍丁)을 단결시키고 군량미를 비축하여 이를 평정, 진압하여 백성을 편안하게 하였다. 벽진군은 지정학적으로 고려와 후백제 사이의 요충지에 위치하고 있었는데, 고려 태조가 대구 팔공산 전투에서 견훤에게 패배하여 크게 곤경에 처해 벽진군으로 들어오자, 이총언은 아들 영(永)에게 병졸을 거느리고 개경까지 종군하게 하였다. 그 공으로 이총언은 삼중대광개국원훈벽진장군(三重大匡開國元勳碧診將軍)으로 봉해지고, 은전(恩典) 또한 사상 유래가 없을 정도로 많이 받았다. 또한 아들 영(永)은 태조의 대광(大匡) 사도귀(思道貴)의 딸과 혼인하였다고 기록되어 있다. 그런 연유로 그의 후손들은 벽진을 본관(本貫)으로 하여 6세까지 세거하다가 7세 이방화(李芳華) 대에 성주 명곡(椧谷)[일명 홈실]으로 이거하였다. 그 후 11세 산화선생 이견간(李堅幹)의 현손(玄孫) 5형제 대에 큰 수해가 나서 동네가 폐허가 되자, 5형제인 산화 5파 중 큰아들과 셋째 아들은 칠곡으로, 둘째 아들은 선산으로, 넷째 아들은 창녕으로, 다섯째 아들은 밀양으로 각각 옮겨 살게 되었다. 칠곡 약목으로 옮겨 살던 첫째 집은 17세 절충장군(折衝將軍) 이말정(李末丁)[1422~1474]대에 칠곡군 월오로 이거하였는데, 장자인 대사성 철균의 호를 따 동네 이름을 월오(月烏)[일명 달오]라 하였다. 또한 선산으로 이주한 둘째 집은 불사이군의 충신 생육신 이맹전의 손자인 18세 성균관 생원 예원(禮源) 대에 동명(東明)으로 입향하여 그 후손들이 세거하고 있으며, 약목에 살던 셋째 집은 18세 진사(進士) 인손(麟孫) 대에 석전으로 입향하여 터를 잡고 여러 대를 살았다. 이후 벽진이씨들은 칠곡군 왜관읍 월오, 지천면 웃갓 등지에 집성촌을 이루어 세거하고 있다.

## 분파
- 산화공파(山花公派) 이견간 - 중파(정헌공파, 판서공파, 감무공파, 참판공파, 려은공파, 도정공파)
- 대장군파(大將軍派) 이성간 - 중파(전서공파, 중랑공파, 평정공파, 감정공파)
- 금릉공파(金陵公派) 이당개 - 중파(금릉공파)
- 문정공파(文靖公派) 이극송 - 중파(문정공파)

## 항렬자
| 31세     | 32세   | 33세     | 34세   | 35세     | 36세   | 37세     | 38세   | 39세     | 40세   | 41세     | 42세   |
| -------- | ------ | -------- | ------ | -------- | ------ | -------- | ------ | -------- | ------ | -------- | ------ |
| 口화(和) | 우(愚) | 口기(基) | 석(錫) | 口원(源) | 종(種) | 口하(夏) | 치(致) | 口의(義) | 한(漢) | 口수(秀) | 휘(輝) |